# رونن هاراری
رونن هاراری (انگلیسی: Ronnen Harary؛ زادهٔ ۱۹۷۱/۱۹۷۲ (۵۲–۵۳ سال)) کارآفرین اهل کانادا است، که در سال ۱۹۹۴ شرکت اسپین مستر را تأسیس کرد.